# Mašnyčios
Mašnyčios is een dorp in het zuiden van Litouwen ongeveer 120 kilometer ten zuidwesten van de hoofdstad Vilnius. Mašnyčios ligt in een de bosrijke omgeving die overgaat in het 55.000 ha grote Nationaal Park Dzūkija. 

## Geschiedenis

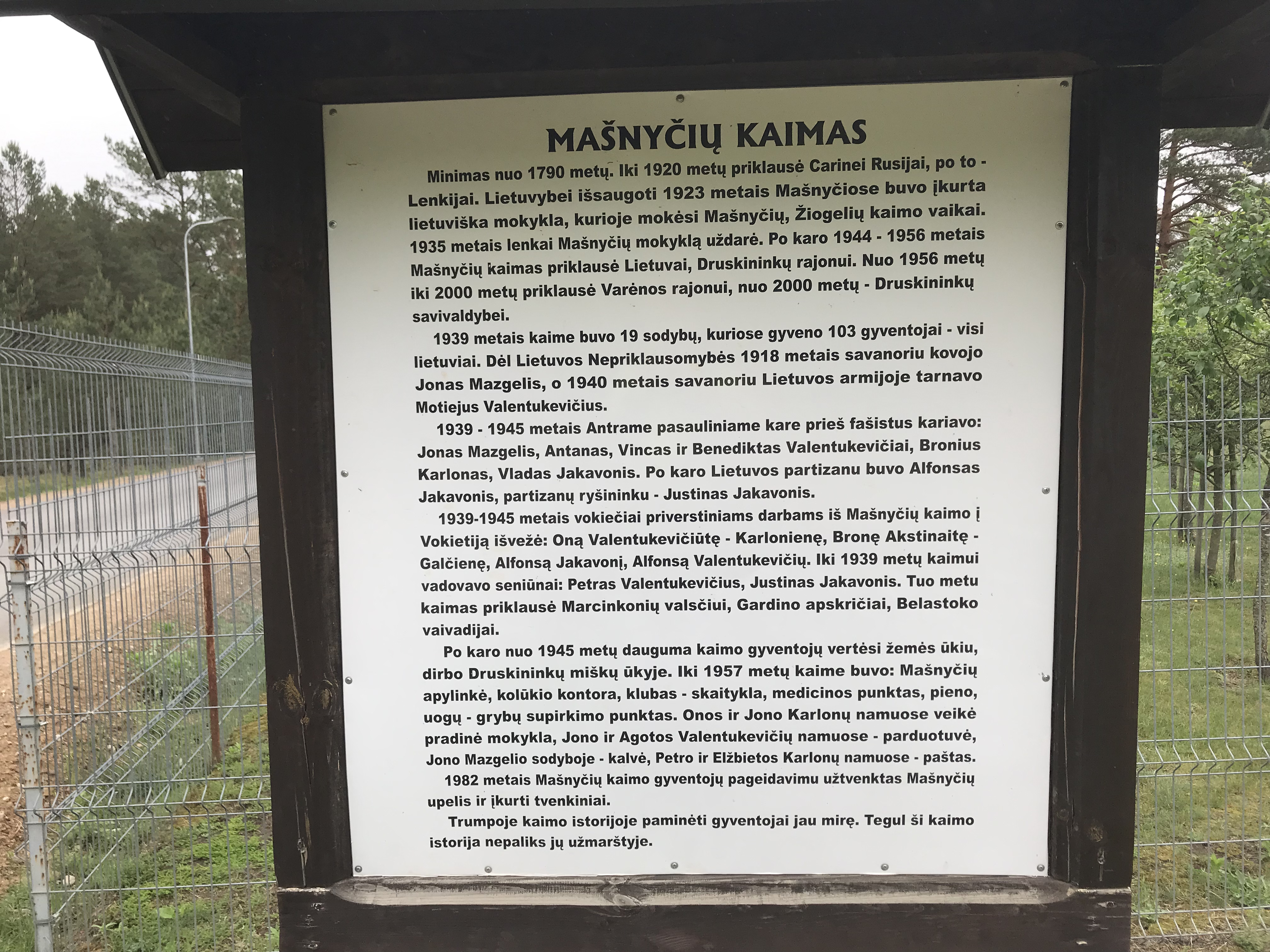
Paneel in het dorp met de in dit lemma beschreven geschiedenis

Het dorp wordt voor het eerst vermeld in 1584. Van oudsher waren de inwoners Litouws, maar het land viel tot 1920 onder Rusland, waarna het onder Pools bestuur kwam. Om de Litouwse taal levend te houden werd er in 1923 een school gesticht waar het Litouws werd onderwezen. Tijdens een volkstelling in 1939 woonden er 103 mensen, allen Litouws. Tijdens de Tweede Wereldoorlog werd een groot deel van hen naar Duitsland getransporteerd voor dwangarbeid. 

## Demografie
Mašnyčios telde in 2011 36 inwoners, van wie 15 man en 21 vrouwen.